# Поживемо — побачимо
«Поживемо — побачимо» — радянський телефільм 1985 року, знятий режисером Олександром Полинніковим на Одеській кіностудії.

## Сюжет
Сільський хлопчина, Олексій Горохов, має славу дивака і навіженого. Він сповнений неймовірних ідей, які смішать його односельців, але на перевірку вони виявляються не такими вже безглуздими: картопля, посаджена в сітках, дала багатий урожай; порося, взяте на «виховання», перетворилося на хорошу свиню; а біля школи з'явився колодязь.

## У ролях
- Кирило Дворський — Олексій Горохов
- Анна Назар'єва — Алевтіна
- Іван Бортник — Іван Кузьмич, бригадир
- Володимир Заманський — Яків Степанович
- Сергій Проханов — Сергій, льотчик
- Валентина Ананьїна — мама Олексія
- Людмила Логійко — Клавдія
- Віктор Уральський — Данило Михайлович
- Катерина Капралова — епізод
- Артем Геґнер — епізод
- Максим Пучков — Свистунов
- Ю. Плишевська — епізод
- Ольга Гаспарова — вчителька
- Валентина Березуцька — прибиральниця
- Олександра Харитонова — вчителька
- М. Лубеннікова — епізод
- Ірина Авер'янова — епізод

## Знімальна група
- Режисер — Олександр Полинніков
- Сценарист — Радій Кушнерович
- Оператор — Аркадій Повзнер
- Художник — Михайло Кац